# Ковбой Бібоп: Двері до раю
Cowboy Bebop: The Movie, відомий в Японії як Cowboy Bebop: Knockin' on Heaven's Door (яп. カウボーイビバップ 天国の扉, Kaubōi Bibappu: Tengoku no Tobira, lit. Cowboy Bebop: Heaven's Door) (букв. Ковбой Бібоп: Стукіт у ворота раю або На порозі смерті або Ногою в могилі) — японський аніме-фантастичний бойовик (екшен) 2001 року, знятий за мотивами аніме-серіалу 1998 року «Ковбой Бібоп», створеного Ятате Хадзіме. Над фільмом працювало кілька співробітників оригінального серіалу, зокрема режисер Ватанабе Сін'ітіро, сценарист Нобумото Кейко, художник персонажів і режисер анімації Кавамото Тосіхіро та композитор Канно Йоко. Японські та англійські актори також переозвучили свої ролі з серіалу.
Дія «Ковбой Бібоп: Фільм» розгортається між 22 і 23 епізодами оригінального серіалу. У центрі сюжету — таємничий терорист, який планує винищити людське населення Марса, випустивши вірус. Екіпаж мисливців за головами космічного корабля «Бібоп» працює над тим, щоб захопити терориста і запобігти нападу.
Фільм був задуманий Ватанабе як продовження його роботи над телевізійним серіалом, який він розглядав як серію мініатюрних фільмів. Щоб не відштовхнути існуючих шанувальників, значна частина стилю серіалу була збережена, з деякими корективами, щоб зробити його доступним для нової аудиторії. Збільшення бюджету та виробничих потужностей уможливило зйомки у стилі, близькому до повнометражних фільмів, а також якіснішу, ніж у серіалі, анімацію. На відміну від серіалу, у фільмі використано арабську естетику, що спричинило подорож Ватанабе до Марокко для проведення досліджень. Арабські елементи також вплинули на музику Канно.
Фільм був створений студіями Sunrise, яка раніше розробила оригінальний серіал; Bones, молодшою студією, заснованою колишніми співробітниками Sunrise; і Bandai Visual. «Ковбой Бібоп: Фільм» вийшов на екрани кінотеатрів Японії 1 вересня 2001 року, а в США — 11 серпня 2002 року. У світовому прокаті він зібрав понад 3 мільйони доларів, а коли вийшов на DVD, посів високі позиції в японських і американських чартах. Фільм отримав загалом позитивні відгуки від звичайних та аніме-критиків і був номінований на премію Товариства кінокритиків в Інтернеті за найкращий анімаційний фільм.

## Місце дії
Дія фільму відбувається у 2071 році, через п'ятдесят років після катастрофи на Місяці, яка призвела до того, що Земля виявилася майже покинутою. Людство розселилося на інших планетах і супутниках. Головні герої фільму — мисливці за головами, які разом подорожують на космічному кораблі «Бібоп». Це Спайк Шпігель, колишній гангстер, Фей Валентайн, втікачка, Джет Блек, колишній поліцейський, Радикал Едвард, гіперактивна дівчина-хакер, та Ейн, маленький собака з підвищеним інтелектом. Разом вони полюють на розшукуваних злочинців і втікачів по всій Сонячній системі.

## Сюжет
За кілька днів до Хелловіну на Марсі Фей стає свідком того, як невідомий терорист підриває автоцистерну, переслідуючи чергову нагороду. Вибух поширює невідомий патоген, який вбиває і заражує різних людей. Марсіанський уряд пропонує винагороду в 300 мільйонів вулонгів за упіймання злочинця, яку екіпаж сподівається заробити. Фей та Едвард ідентифікують терориста як Вінсента Воладжу, солдата, який, як вважають, загинув на Титані. Вінсент пережив випробування збудника, отримавши імунізацію, але амнезія та галюцинації відтоді зводять його з розуму.
Джет дізнається, що патоген — це наномашина, біологічна зброя, яку нелегально виготовила фармацевтична компанія «Cherious Medical». Спайк стикається з їх агентом Електрою Овіло і намагається захопити Вінсента, але Вінсент скидає його з потяга, а потім випускає ще одну хмару наномашин. Всі інші в потязі гинуть, окрім Електри, яка отримала імунітет під час стосунків з Вінсентом. Вона віддає зразок своєї крові подрузі з «Cherious Medical», і вони готують запас вакцини.
Вінсент має намір підірвати гігантські повітряні кулі-ліхтарі, наповнені наномашинами, на Хелловінському параді, що вб'є всіх на Марсі. Джет вербує банду старих пілотів-обпилювачів для розкидання вакцини, а Фей викрадає міську систему контролю погоди, щоб викликати дощ, який допоможе поширенню вакцини. Спайк протистоїть Вінсенту, і їхня боротьба заходить у глухий кут. Наномашини вивільняються, але Спайк виліковується вакциною. Вінсент готується вбити Спайка, але в нього стріляє Електра. Вінсент і Електра згадують час, проведений разом, коли він помирає. Після цього команда «Бібопа» повертається до свого звичайного життя.

## Озвучування
| Персонаж        | Японський актор озвучування | Англійський актор озвучування |
| --------------- | --------------------------- | ----------------------------- |
| Спайк Шпігель   | Ямадера Коіті               | Стів Блум                     |
| Фей Валентайн   | Хаясібара Меґумі            | Венді Лі                      |
| Джет Блек       | Ісідзука Уншо               | Бо Біллінгслі                 |
| Радикал Едвард  | Тада Аой                    | Меліса Фан                    |
| Електра Овіло   | Кобайасі Ай                 | Дженніфер Гейл                |
| Вінсент Воладжу | Ісобе Цутому                | Даран Норріс                  |
| Лі Сампсон      | Уеда Юдзі                   | Дейв Віттенберг               |
| Рашид           | Міккі Кертіс                | Ніколас Гест                  |

## Розробка

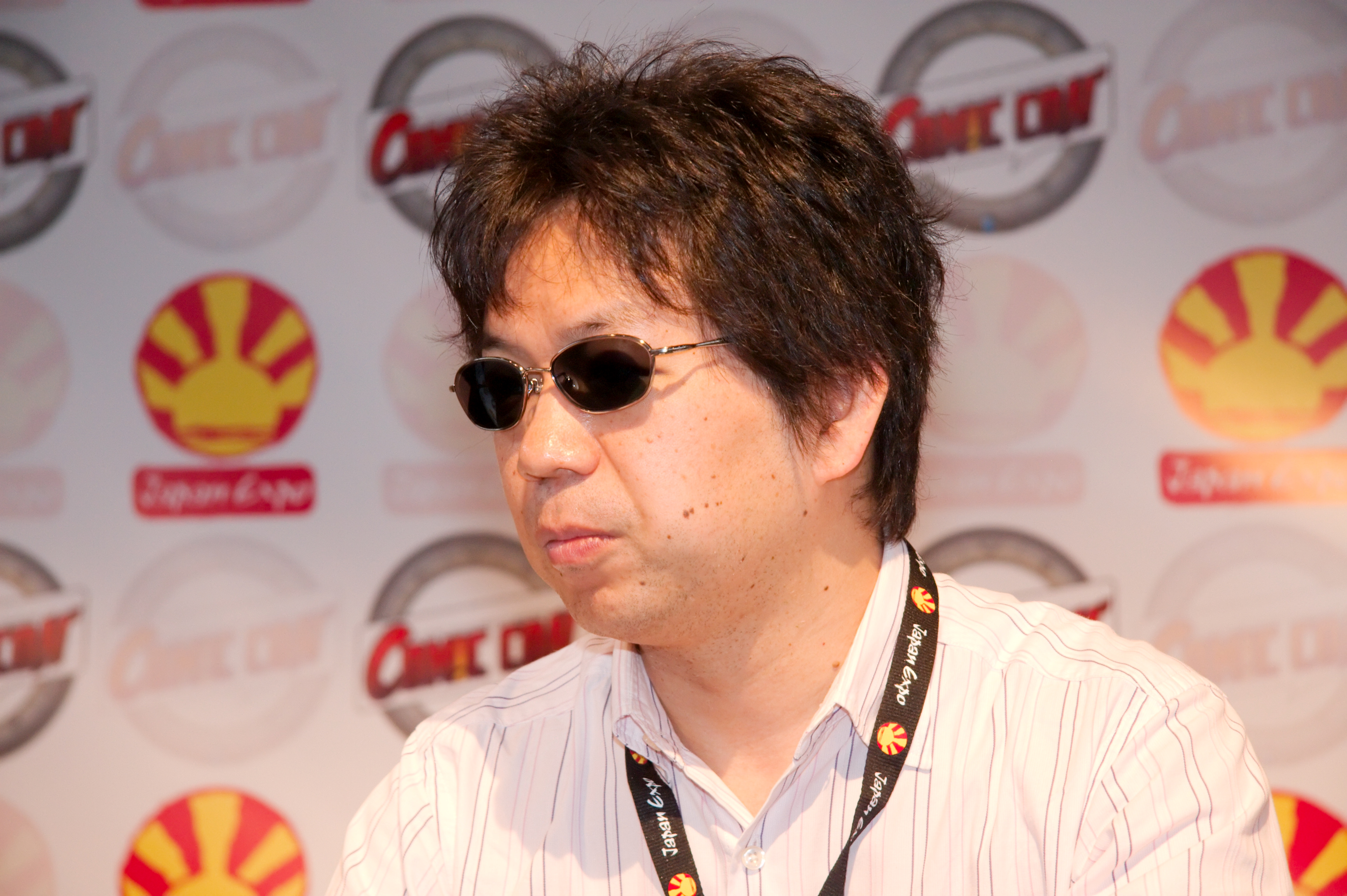
Режисер Ватанабе Сін'ітіро

Ковбой Бібоп: Фільм був вперше анонсований у вересні 1999 року: більшість співробітників серіалу були переведені разом з Ватанабе, включаючи продюсера Мінамі Масахіко, дизайнера персонажів/режисера анімації Кавамото Тосіхіро і сценариста Нобумото Кейко. Оригінальний японський акторський склад також повернувся. Процес написання сценарію було завершено, а виробництво розпочалося в липні 2000 р.. Над фільмом працювали студії Sunrise, Bones та Bandai Visual. У той час як Sunrise працювала над оригінальним серіалом, Bones була заснована в 1998 р. після завершення серіалу Мінамі, Кавамото та Осака Хіросі. Тривалість виробництва фільму дозволила команді гарантувати його високу якість.
Ідея фільму виникла у режисера Ватанабе Сін'ітіро під час створення оригінального серіалу «Ковбой Бібоп», який він спочатку задумував як фільм. Ватанабе ставився до кожного епізоду серіалу як до мініатюрного фільму, тому перехід до повнометражного фільму здавався йому природним. Щоб не розчарувати шанувальників, фільм увібрав у себе якомога більше з серіалу, зробивши його доступним для новачків. Частину історії і характер Вінсента він придумав під час виробництва серіалу. Після закінчення серіалу і появи попиту на продовження як з боку фанатів, так і з боку спонсорів, творці серіалу прийняли рішення зняти фільм. Ватанабе сказав: «Коли оригінальний 26-серійний серіал завершився, багато фанатів і спонсорів хотіли, щоб я продовжив його. Ось чому я зняв цей фільм».
Ватанабе прагнув, щоб фільм, незважаючи на анімаційність, виглядав як фільм з живими акторами: використовуючи операторські трюки, візуальні ефекти та вирази персонажів, неможливі в серіалі, зберігаючи при цьому «бібоповий колорит». За словами Коіті Ямадери, японського актора, що озвучує Спайка, єдиною реальною зміною, яку зробила команда, було показати персонажів, включно зі Спайком, у різних аспектах: Спайк, зокрема, показував більше своїх внутрішніх думок і був більш м'яким, ніж у серіалі, оскільки було більше часу для вираження таких деталей. Ватанабе особисто вибирав акторів для озвучення Електри і Вінсента. Вінсент був частково задуманий як тип лиходія, який не міг бути реалізований у серіалі, хоча Ватанабе відчував, що він не був «особливо унікальним». Персонаж Вінсента Воладжу також був натхненний американським актором Вінсентом Ґалло.
Завдяки збільшеному хронометражу, бюджету та можливостям команда змогла включити в анімацію більше аркушів целулоїду, а також довші та складніші екшн-сцени. Фільм включав складні сцени, які Ватанабе не міг зробити разом з рештою фільму, тому для них було залучено двох запрошених режисерів: Окіура Хіроюкі, який займався початковою сценою, і Окамура Тенсай, який створив кінематографічний вестерн, що демонструвався в автокінотеатрі під час показу фільму. Ватанабе хотів надати фільму арабського колориту, на відміну від серіалу, який часто надихався Нью-Йорком і Гонконгом. З цією метою Ватанабе вирушив у дослідницьку поїздку до Марокко. Персонаж Рашид був створений на основі гіда, який показував дослідницькій групі місто. Робота над фільмом відрізнялася для Ватанабе у порівнянні з серіалом у позитивному сенсі: якщо для серіалу йому доводилося вміщувати всю історію у двадцятихвилинний епізод, то для фільму команда змогла створити довшу, детальнішу розповідь.

### Музика
Музику до фільму «Ковбой Бібоп: Фільм» написала Канно Йоко, композитор оригінального серіалу, у виконанні її гурту Seatbelts. Вона використала ту саму суміш музичних жанрів (вестерн, опера, джаз), що й у серіалі, але також додала арабські елементи відповідно до тематики фільму. Вона використовувала арабську та англійську мови для музичних текстів. Крім того, у саундтреку використано велику кількість рок-інструментів. П'ять треків з фільму увійшли до міні-альбому Seatbelts Ask DNA, випущеного 25 липня 2001 р.. Офіційний реліз саундтреку, Cowboy Bebop: Knockin' on Heaven's Door OST Future Blues, вийшов 22 серпня 2001 року. Обидва ці альбоми були перевидані у грудні 2012 року.

## Випуск
«Ковбой Бібоп: Фільм» вперше вийшов на екрани кінотеатрів Японії 1 вересня 2001 року. Після виходу фільму на міжнародний екран ця дата стала предметом дискусій у західній фан-базі через її близькість до терактів 11 вересня. Вперше фільм був показаний на заході на фестивалі AnimeCon 2002 року, де було оголошено, що оригінальний англійський акторський склад повторить свої ролі. Японський підзаголовок «Knockin' on Heaven's Door» був змінений для західного релізу через схожість назви з однойменною піснею Боба Ділана 1973 року. Замість того, щоб створювати новий підзаголовок, команда задовольнилася використанням «The Movie», хоча перевидання фільму компанією Funimation у листопаді 2018 року містить оригінальний підзаголовок. У Сполучених Штатах фільм був випущений спільно компаніями Sony Pictures через їхній лейбл Destination Films та Samuel Goldwyn Films, а за кордоном - TriStar Pictures. Під час першого показу на заході всі квитки були повністю розпродані, що спонукало до повторного показу пізніше. 4 квітня 2003 року фільм вийшов в обмежений кінотеатральний прокат у Сполучених Штатах. За перший вікенд прокату він посів 19-те місце в бокс-офісі, зібравши 12 338 доларів за сеанс. Загальні збори фільму в Америці склали 1 000 045 доларів. Світові збори склали $3,007,903.
Фільм вийшов на DVD в Японії 7 лютого 2002 року, одразу ж досягнувши вершини чартів DVD/VHS. Компанії Sunrise та Bandai Visual недооцінили можливі продажі, і перший тираж було використано невдовзі після випуску, що змусило випустити другий тираж у середині лютого. Columbia TriStar Home Entertainment випустила його на DVD у Сполучених Штатах 24 червня 2003 р.. У 2006 р. він посів шосте місце серед найбільш продаваних аніме DVD у США. У Великій Британії він не вийшов на екрани кінотеатрів, натомість був випущений одразу на DVD. 27 червня 2003 року він був випущений у Великій Британії. Пізніше фільм був випущений на Blu-ray в Японії 25 липня 2008 року. У Північній Америці він був випущений компанією Image Entertainment 28 червня 2011 року.
У рамках святкування 20-річчя серіалу у 2018 році фільм був показаний у кінотеатрах США компанією Funimation Films 15 серпня (з японським звуком та англійськими субтитрами) та 16 серпня (з англійським дубляжем). 13 листопада 2018 року компанія Funimation за ліцензією Sony Pictures Home Entertainment випустила лімітовану версію фільму на Blu-ray у вигляді "steelbook" (обмежений тираж диска Blu-ray або гри, упакований у металевий футляр преміум-класу).

## Критика
На агрегаторі рецензій Rotten Tomatoes фільм має рейтинг схвалення 68% на основі 80 рецензій, із середньою оцінкою 6,3/10. На Metacritic фільм має середньозважену оцінку 62 зі 100 на основі 23 відгуків критиків, що вказує на "загалом позитивні відгуки". Фільм був номінований на премію Online Film Critics Society Awards 2003 у категорії "Найкращий анімаційний фільм", хоча і програв нагороду "У пошуках Немо". Гелен Маккарті у "500 найкращих аніме-фільмів" високо оцінила музику фільму, назвавши її "секретною зброєю шоу", і заявила, що "єдиний реальний недолік фільму - це те, що він приблизно на півгодини задовгий".
Відгуки критиків загалом були позитивними. Енді Патріціо з IGN оцінив фільм на 9 з 10, сказавши, що розробники «виконали чудову роботу по наповненню історії», а також похваливши його за те, що він «не піддається мелодрамі, як багато його аналогів з живими акторами». Він також зауважив, що тема тероризму в контексті атак 11 вересня «зачепила за живе». Музика також отримала похвалу. Майк Крандол з Anime News Network підтримав багато з цих думок. Його основна критика була пов'язана з тим, що Джету, Фей та Еду відвели другорядні ролі, і що було важко залучити їх усіх до сюжету. Він також сказав, що команда перевершила себе якістю анімації в кількох сценах, таких як фінальна сутичка між Спайком і Вінсентом. Роберт Келер з Variety, рецензуючи недубльований реліз із субтитрами, похвалив візуальні ефекти і сценарій, хоча деякі розділи він визнав дещо задовгими. Чарльз Соломон у статті в Los Angeles Times похвалив фільм за його хронометраж, зазначивши, що це дало сценаристу Кейко Нобумото достатньо часу для дослідження персонажів.
Інші відгуки були більш змішаними. Лоуренс ван Гелдер з The New York Times дав змішану рецензію на фільм, сказавши, що він отримав задоволення від перегляду, але знайшов його трохи легковажним, якщо порівнювати як з його темою, так і з тогочасними подіями. Його остаточне враження від англомовної версії полягало в тому, що дія фільму легко могла б відбуватися в сучасному Нью-Йорку. Пітер Бредшоу в газеті The Guardian поставив фільму 2 з 5 зірок і високо оцінив візуальні ефекти, але сказав, що сюжет не дуже цікавий і не зміг його захопити. Джеймі Рассел, пишучи для BBC, поставив фільму 4 з 5 зірок, сказавши, що він «достатньо хороший, щоб заслуговувати на те, щоб бути згаданим на одному диханні з такими фільмами, як “Акіра”, “Дух в обладунку” і “Віднесені привидами”». Найбільше похвали отримав за використання кутів зйомки, характерних для фільмів з живими акторами. Хоча він вважав, що історія фільму іноді помітно сповільнюється, саундтрек і візуальні відсилання до інших відомих бойовиків зробили його «зразком аніме в найкращому вигляді». Інші газети того часу, зокрема Toronto Star, Chicago Tribune, загалом поділяли думку інших рецензентів: деякі з них хвалили сюжет і анімацію, а інші ставилися до них змішано. Toronto Star and Newark Star-Ledger, зокрема, відзначили його зв'язок з науково-фантастичними фільмами.

## Аналіз
Хоча дія фільму технічно відбувається на Марсі, Томас Кент Міллер назвав його «марсіанським лише формально» через те, що «окрім короткого прольоту над марсіанською місцевістю на початку та класичного "собачого бою" на тій самій місцевості наприкінці», майже немає інших візуальних ефектів, які б вказували на те, що дія відбувається в екзотичному місці (тут, на Марсі); натомість урбаністичний дизайн міста, в якому відбувається більша частина фільму, нічим не відрізняється від міст сучасної епохи на Землі...".